# Sorbus minima
Sorbus minima är en rosväxtart som först beskrevs av A. Ley, och fick sitt nu gällande namn av Johan Teodor Hedlund. Enligt Catalogue of Life ingår Sorbus minima i släktet oxlar och familjen rosväxter, men enligt Dyntaxa är tillhörigheten istället släktet oxlar och familjen rosväxter. Arten har ej påträffats i Sverige. Inga underarter finns listade i Catalogue of Life.